# Fußball-Weltmeisterschaft 1974/Haiti
Die haitianische Fußballnationalmannschaft konnte sich 1974 für die Weltmeisterschaft qualifizieren. Sie schied mit drei Niederlagen in der Vorrunde aus. Diese WM-Teilnahme Haitis blieb bis heute die einzige.

## Qualifikation

### Erste Runde
| Haiti       | - | Puerto Rico | 7:0 | Barthélemy 11', Désir 14', François 21', Sanon 30' 33' 67', Vorbe 73' |
| Puerto Rico | - | Haiti       | 0:5 | Bayonne 22', Désir 39', Sanon 48' 73' 80'                             |

### Finalrunde
| Haiti | - | Niederländische Antillen | 3:0 | Sanon 25' 61', Désir 29'               |
| Haiti | - | Trinidad und Tobago      | 2:1 | Sanon 9', R. Saint-Vil 88' / David 14' |
| Haiti | - | Honduras                 | 1:0 | G. Saint-Vil 59'                       |
| Haiti | - | Guatemala                | 2:1 | Sanon 28' 72' / Monterroso 4'          |
| Haiti | - | Mexiko                   | 0:1 | Borja 30'                              |

## Haitianisches Aufgebot
| Nummer / Name | Nummer / Name         | Damaliger Verein | Geburtstag | Länderspiele |
| Torhüter      | Torhüter              | Torhüter         | Torhüter   | Torhüter     |
| ------------- | --------------------- | ---------------- | ---------- | ------------ |
| 1             | Henri Françillon      | Victory SC       | 26.05.1946 |              |
| 2             | Wilner Piquant        | Violette AC      | 12.10.1949 |              |
| 22            | Gérard Joseph         | RC Haïtien       | 22.10.1949 |              |
| Abwehr        |                       |                  |            |              |
| 3             | Arsène Auguste        | RC Haïtien       | 03.02.1951 |              |
| 4             | Fritz André           | Violette AC      | 18.09.1946 |              |
| 5             | Serge Ducosté         | Aigle Noir AC    | 04.02.1944 |              |
| 6             | Pierre Bayonne        | Violette AC      | 11.06.1949 |              |
| 13            | Serge Racine          | Aigle Noir AC    | 09.10.1951 |              |
| 14            | Wilner Nazaire        | FC Valenciennes  | 30.03.1950 |              |
| 19            | Jean-Herbert Austin   | Violette AC      | 23.02.1950 |              |
| 21            | Wilfried Louis        | Don Bosco FC     | 25.10.1949 |              |
| Mittelfeld    |                       |                  |            |              |
| 7             | Philippe Vorbe        | Violette AC      | 14.09.1947 |              |
| 8             | Jean-Claude Désir     | Aigle Noir AC    | 08.08.1946 |              |
| 9             | Eddy Antoine          | RC Haïtien       | 27.08.1949 |              |
| 10            | Guy François          | Violette AC      | 18.09.1947 |              |
| 12            | Ernst Jean-Joseph     | Violette AC      | 11.06.1948 |              |
| 17            | Joseph-Marion Leandré | RC Haïtien       | 09.05.1945 |              |
| Angriff       |                       |                  |            |              |
| 11            | Guy Saint-Vil         | RC Haïtien       | 21.10.1942 |              |
| 15            | Roger Saint-Vil       | Archibald FC     | 08.12.1949 |              |
| 16            | Fritz Leandré         | RC Haïtien       | 13.03.1948 |              |
| 18            | Claude Barthélemy     | RC Haïtien       | 09.05.1945 |              |
| 20            | Emmanuel Sanon        | Don Bosco FC     | 25.06.1951 |              |
| Trainer       |                       |                  |            |              |
|               | Antoine Tassy         |                  | 26.03.1924 |              |

## Spiele der haitianischen Mannschaft

### Erste Runde
- Italien –  Haiti 3:1 (0:0)

Stadion: Olympiastadion München
Zuschauer: 51.100
Schiedsrichter: Llobregat (Venezuela)
Tore: 0:1 Sanon (46.), 1:1 Rivera (52.), 2:1 Benetti (66.), 3:1 Anastasi (79.)
- Haiti –  Polen 0:7 (0:5)

Stadion: Olympiastadion München
Zuschauer: 23.400
Schiedsrichter: Suppiah (Singapur)
Tore: 0:1 Lato (17.), 0:2 Deyna (18.), 0:3 Szarmach (30.), 0:4 Gorgoń (31.), 0:5 Szarmach (34.), 0:6 Szarmach (50.), 0:7 Lato (87.)
- Argentinien –  Haiti 4:1 (2:0)

Stadion: Olympiastadion München
Zuschauer: 24.000
Schiedsrichter: Sánchez Ibáñez (Spanien)
Tore: 1:0 Yazalde (15.), 2:0 Houseman (18.), 3:0 Ayala (55.), 3:1 Sanon (63.), 4:1 Yazalde (68.)
Im ersten Spiel gingen die Haitianer gegen Italien zwar mit 1:0 in Führung, unterlagen aber dennoch mit 1:3. Im zweiten Spiel waren sie gegen Polen absolut überfordert und unterlagen 0:7. Auch den Argentiniern hatte die Mannschaft kaum etwas entgegenzusetzen; sie unterlag mit 1:4.

## Sonstiges
- Mit Wilner Nazaire vom französischen Zweitligisten FC Valenciennes stand nur ein Europa-Legionär im Kader.
- Nach der kubanischen Nationalmannschaft, die an der Weltmeisterschaft 1938 teilgenommen hatte (siehe Fußball-Weltmeisterschaft 1938/Kuba), war Haiti der zweite karibische WM-Teilnehmer im zehnten Turnier.